# Helge Matthiesen

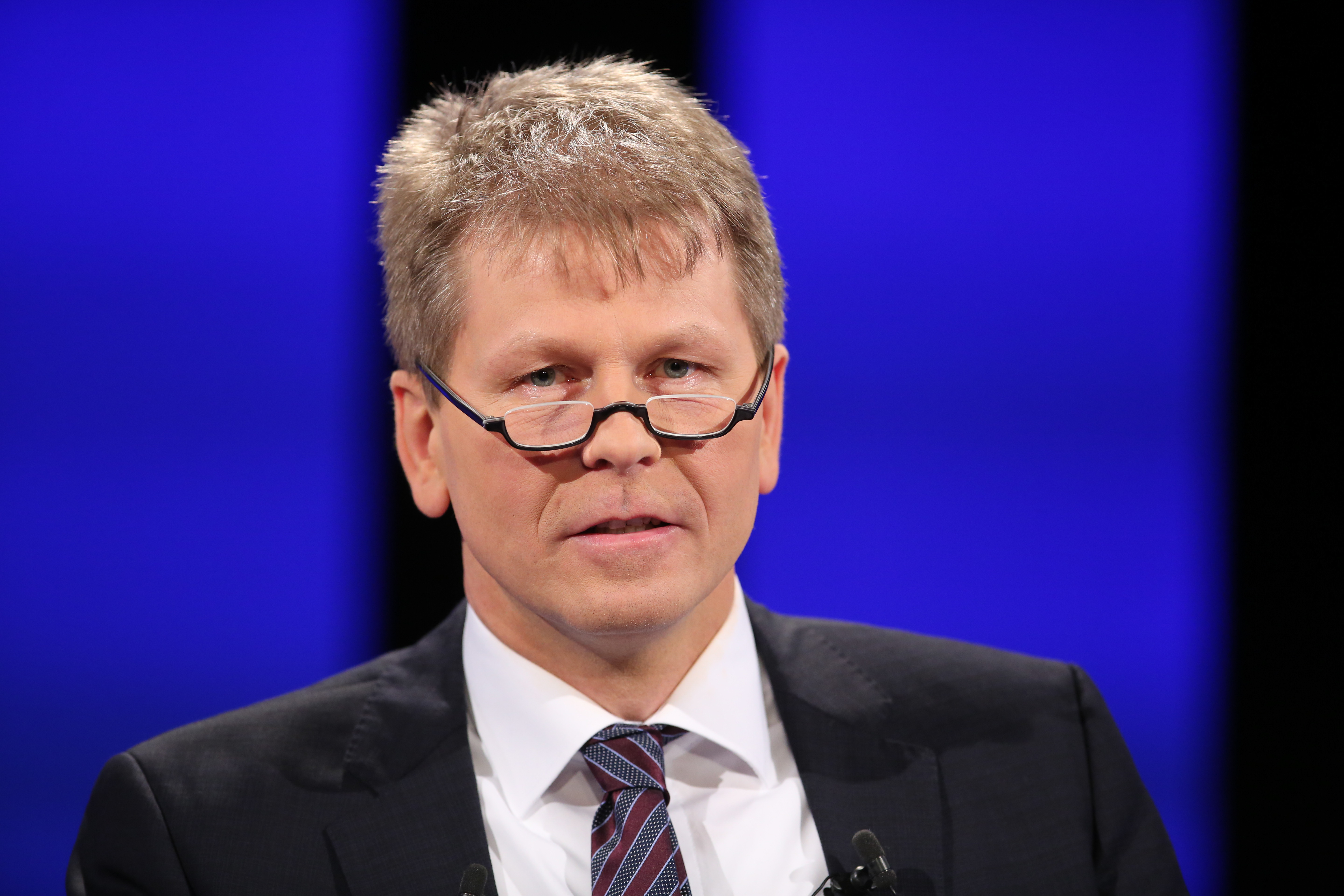
Helge Matthiesen (2016)

Helge Matthiesen (* 1964 in Rendsburg) ist ein deutscher Journalist und Buchautor. Seit dem 1. Januar 2015 ist er Chefredakteur des General-Anzeigers in Bonn.

## Leben
Matthiesen studierte Geschichtswissenschaft, Politikwissenschaft und Geographie an der Georg-August-Universität in Göttingen. Von 1986 bis 1988 absolvierte er ein Volontariat bei der Walsroder Zeitung. 1998 promovierte er und ging anschließend als Redakteur zur  Waldeckischen Landeszeitung in Korbach. Er war dort bis 2001 tätig. Von 2002 bis 2007 war er Leiter der Stadtredaktion Flensburg beim Schleswig-Holsteinischen Zeitungsverlag. 2008 wurde er stellvertretender Chefredakteur und der Leiter des Newsdesk bei der Bremer Tageszeitungen AG.
2011 wechselte Matthiesen zum Schleswig-Holsteinischen Zeitungsverlag, wo er Stephan Richter als Chefredakteur ablöste.
Am 1. Januar 2015 übernahm Matthiesen die Chefredaktion beim General-Anzeiger in Bonn.
Sein von Lisa Drechsel und Christina Schmid gestaltetes Buch Grandhotel Petersberg schaffte es auf die Shortlist für das schönste Regionalbuch Deutschlands 2024.

## Werke
- Grandhotel Petersberg: Vom Glück und Unglück der 4711-Familie Mülhens. Greven Verlag, Köln 2023.
- mit Erna Wagner-Hehmke (Bilder): Für immer Recht und Freiheit: Der Parlamentarische Rat 1948/49. Greven Verlag, Köln 2022.
- mit Florian Monheim (Bilder): Nordrhein-Westfalen: Die Bilder. Greven Verlag, Köln 2021.
- Greifswald in Vorpommern. Droste, Düsseldorf 2000.
- Bürgertum und Nationalsozialismus in Thüringen. G. Fischer, Jena 1994.
- Erfahrungen am Wasserlauf – dem Wind entgegen. Fallingbostel 1989. (mit Gernot Erler)
- Geheime Reichssache EIBIA. Gronemann, Walsrode 1987.